# 1985 (numero)
Millenovecentottantacinque (1985) è il numero naturale dopo il 1984 e prima del 1986.

## Proprietà matematiche
- È un numero dispari.
- È un numero composto da 4 divisori: 1, 5, 397, 1985. Poiché la somma dei suoi divisori (escluso il numero stesso) è 403 < 1985, è un numero difettivo.
- È un numero semiprimo.
- È un numero omirpimes in quanto anche qualora scritto al contrario, ovvero 5891 = 43 ×137 è semiprimo.
- È un numero di Ulam.
- È un numero di Proth.
- È un numero nontotiente in quanto dispari e diverso da 1.
- È un numero intero privo di quadrati.
- È un numero malvagio.
- È parte delle terne pitagoriche (63, 1984, 1985), (616, 1887, 1985), (1140, 1625, 1985), (1191, 1588, 1985), (1985, 4764, 5161), (1985, 78792, 78817), (1985, 394020, 394025), (1985, 1970112, 1970113).

## Astronomia
- 1985 Hopmann è un asteroide della fascia principale del sistema solare.

## Astronautica
- Cosmos 1985 è un satellite artificiale russo.

## Letteratura
- 1985 è un romanzo di Anthony Burgess del 1978.

## Cinema
- 1985 (film) è un film del 2018 diretto da Yen Tan.